# Дом И. А. Колесова
Дом И. А. Колесова — историческое здание (комплекс зданий) в Москве, построенное в конце XVIII века. Объект культурного наследия федерального значения. Расположено на улице Александра Солженицына, дом 13, строения 1, 3.

## История
На участке до 1782 года располагалась дворянская усадьба с деревянной застройкой. Позднее владельцами усадьбы были купцы. Главный усадебный дом построен в конце XVIII века. К 1816 году были выстроены боковые флигели усадьбы, а дом заново отделан. С 1832 года усадьба принадлежала московскому городскому голове И. А. Колесову. При нём к дому были пристроены ризалиты со стороны заднего фасада, а затем, в 1844 году, дом был объединён с флигелями деревянными переходами над каменными арками и образовал с ними единый фасад.

## Архитектура
Оформление современного фасада дома относится к стилю эклектики. До перестройки середины XIX века дом имел отделку в стиле зрелого классицизма: гладкие стены, окна в арочных нишах, портик из пилястр по центру. Частично сохранена отделка парадной анфилады начала XIX века, включая лепные плафоны, карнизы, а также колонки в парадной спальне. Обнаружены также детали первоначальной отделки дома: кирпичные ниши и филёнки над окнами, крыльцо со стороны заднего фасада, имеющее широкий и низкий дверной проём.

## Галерея

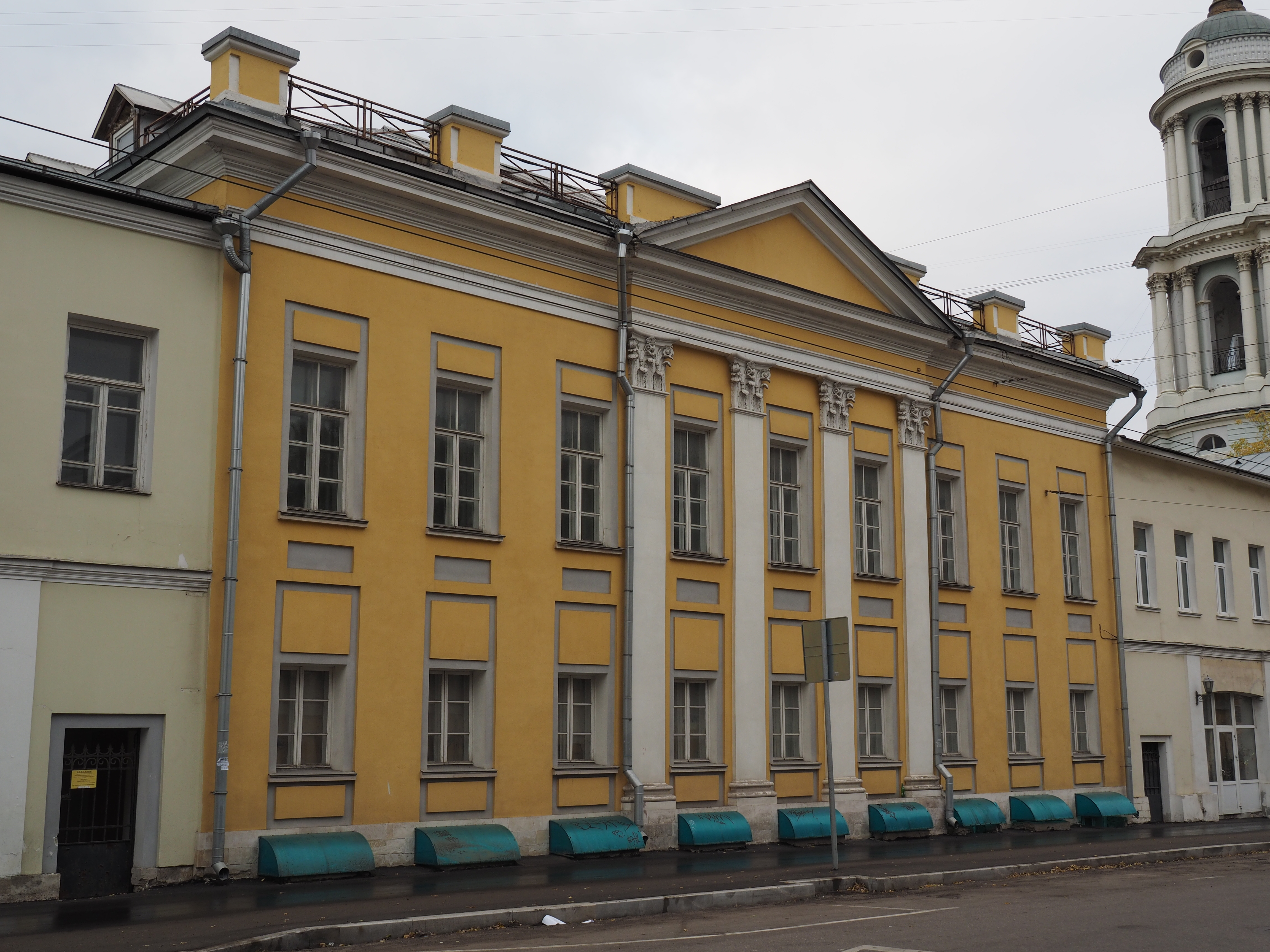
Главный дом
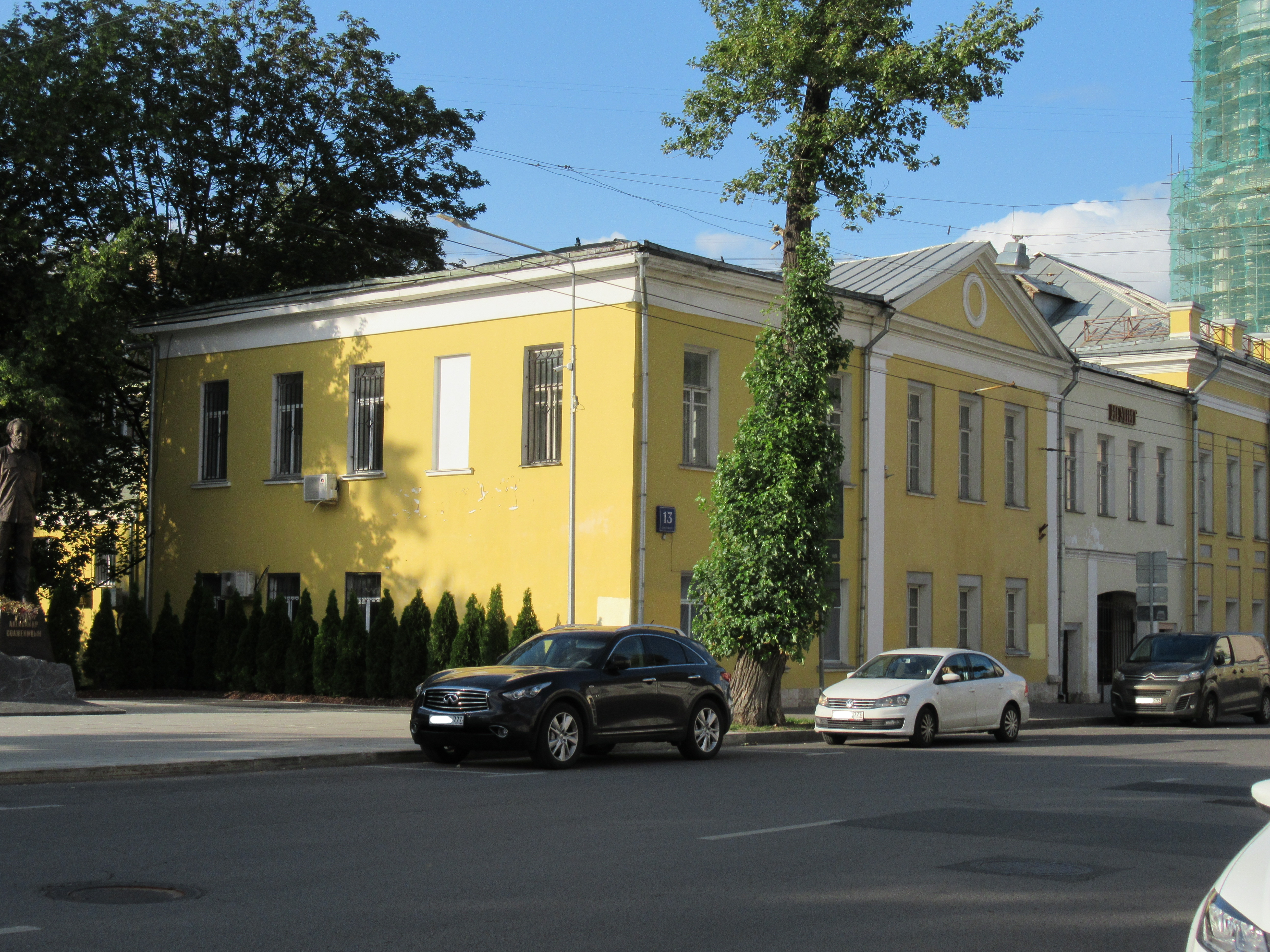
Западный флигель
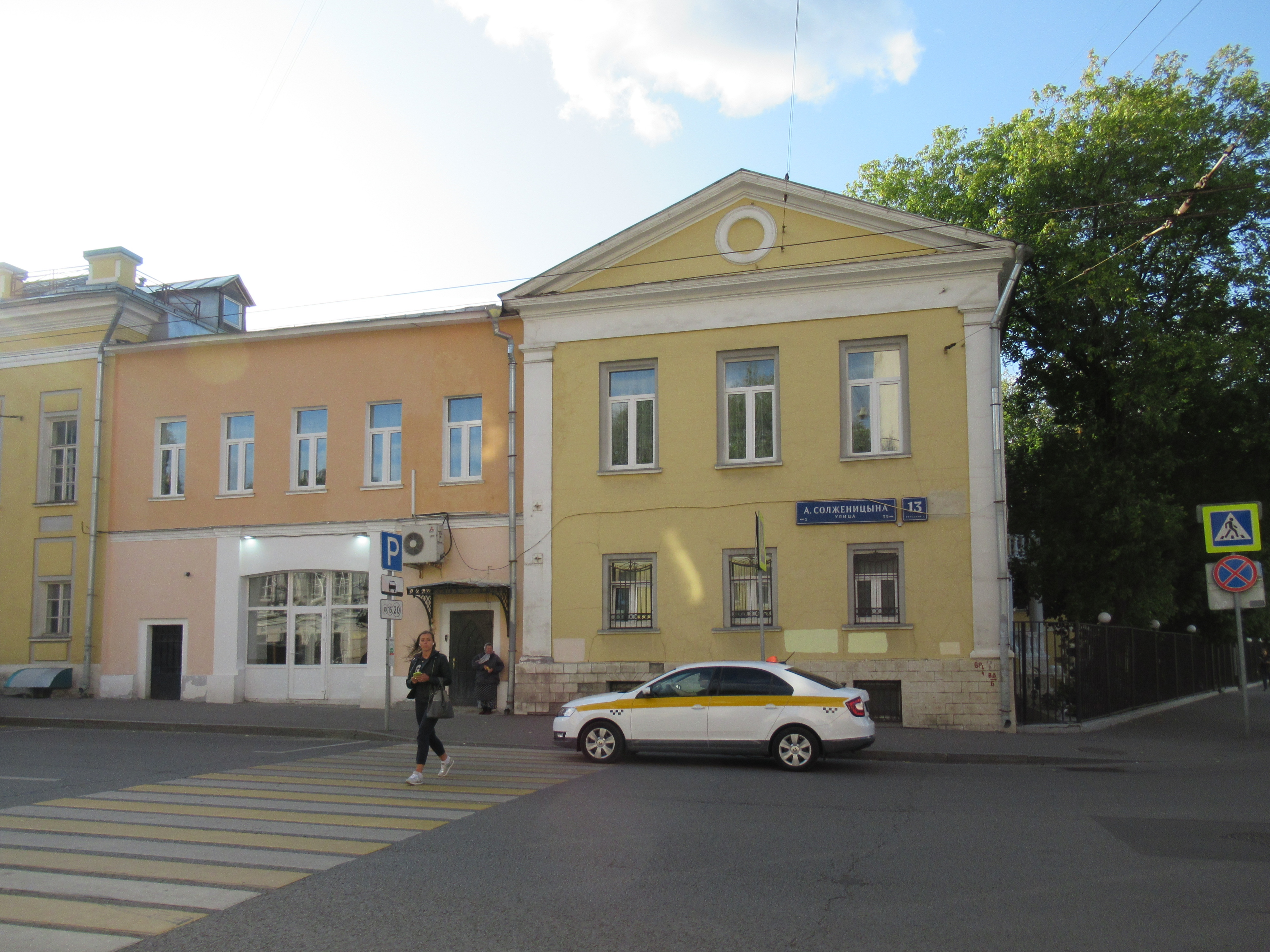
Восточный флигель